# Ezola Foster
Ezola Broussard Foster (Maurice, 9 agosto 1938 – Boulder City, 22 maggio 2018) è stata una scrittrice, politica e attivista conservatrice statunitense.
È stata presidente del gruppo di pressione Black Americans for Family Values, autrice del libro What's Right for All Americans e candidata alle elezioni del 2000 come vice del candidato presidente Pat Buchanan per il Partito della Riforma. Nell'aprile 2002 aderì al Partito della Costituzione.

## Biografia
Nata e cresciuta a Maurice nella parrocchia di Vermilion, nel sud-ovest della Louisiana, si laureò bachelor of arts in formazione aziendale presso la Texas Southern University nel 1960. Nel 1973 conseguì il master in gestione e amministrazione scolastica all'Università Pepperdine. Dal 1960 si trasferì a Los Angeles, dove per trentatré anni è stata insegnante di scuola superiore pubblica tenendo lezioni di dattilografia, economia e a volte inglese.

## Opere
- Ezola Foster, What's Right for All Americans, Waco, Texas, Wrs Publications, 1995, ISBN 978-1-56796-058-7.